# Cornwall Lake 224
Cornwall Lake 224 är ett reservat i Kanada.   Det ligger i provinsen Alberta, i den centrala delen av landet, 2 800 km nordväst om huvudstaden Ottawa. Cornwall Lake 224 ligger vid sjön Cornwall Lake.
Trakten runt Cornwall Lake 224 är nära nog obefolkad, med mindre än två invånare per kvadratkilometer.